# Carlo Durando
Carlo Durando (Torino, 28 febbraio 1887 – Pradleves, 23 marzo 1969) è stato un ciclista su strada italiano.
Professionista tra il 1911 e il 1919, era soprannominato Dundo. La sua unica vittoria da professionista fu la Milano-Modena del 1912.

## Carriera
Da dilettante vinse la Coppa del Re nel 1910, da professionista si distinse come velocista vincendo la Milano-Modena del 1912 battendo in volata Angelo Gremo.
Ottenne anche alcuni discreti piazzamenti, tra cui tre podi alla Milano-Torino: secondo nel 1911, dietro il francese Henri Pélissier, e nel 1913, dietro Giuseppe Azzini, e terzo nel 1914, dietro Girardengo ed Azzini.
Partecipò a cinque edizioni del Giro d'Italia tra il 1911 e il 1919, collezionando tre secondi e due terzi posti di tappa. Nel 1914 si classificò al sesto posto della classifica finale.

## Palmarès
- 1910 (dilettanti)

Coppa del Re
- 1912 (Peugeot, una vittoria)

Milano-Modena

## Piazzamenti

### Grandi Giri
- Giro d'Italia

1911: ritirato
1912: 2º (classifica a squadre)
1913: ritirato
1914: 6º
1919: ritirato

### Classiche monumento
- Milano-Sanremo

1911: 20º
1912: 8º
1914: 24º
1919: 19º
- Parigi-Roubaix

1912: 11º
- Giro di Lombardia

1911: 4º